# Mezzo TV
Mezzo TV je specijalizirani glazbeni kanal. Emitira klasičnu glazbu i to: koncerte, jazz, operu, balet i glazbene koncerte. Naziv France Supervision se koristio do 1998. kad nastavlja raditi pod sadašnjim imenom.

## Vanjske poveznice
- Lagardère Group  Arhivirana inačica izvorne stranice od 14. listopada 2008. (Wayback Machine)
- Službena stranica